# 1950 no cinema

## Eventos
- 12 de dezembro - estreia do filme O Grande Elias.

## Principais filmes estreados
- All About Eve, de Joseph L. Mankiewicz, com Bette Davis, Anne Baxter, George Sanders e Marilyn Monroe
- The Asphalt Jungle, de John Huston, com Sterling Hayden, Jean Hagen e Marilyn Monroe
- La beauté du diable, de René Clair, com Michel Simon e Gérard Philipe
- Born Yesterday, de George Cukor, com Judy Holliday e William Holden
- Broken Arrow (1950), de Delmer Daves, com James Stewart
- Cinderella, filme de animação de Walt Disney Productions
- Cronaca di un amore, de Michelangelo Antonioni, com Lucia Bosé e Massimo Girotti
- Un día de vida, de Emilio Fernández
- Les enfants terribles, de Jean-Pierre Melville e Jean Cocteau
- Father of the Bride, de Vincente Minnelli, com Spencer Tracy, Joan Bennett e Elizabeth Taylor
- Francesco, giullare di Dio, de Roberto Rossellini
- Gone to Earth, de Michael Powell e Emeric Pressburger, com Jennifer Jones
- O Grande Elias, de Arthur Duarte, com António Silva, Milú e Ribeirinho
- The Gunfighter, de Henry King, com Gregory Peck e Karl Malden
- Harvey, de Henry Koster, com James Stewart e Josephine Hull
- House by the River, de Fritz Lang, com Jane Wyatt
- In a Lonely Place, de Nicholas Ray, com Humphrey Bogart e Gloria Grahame
- King Solomon's Mines, de Compton Bennett e Andrew Marton, com Deborah Kerr e Stewart Granger
- Luci del varietà, de Federico Fellini e Alberto Lattuada, com Giulietta Masina
- The Men, de Fred Zinnemann, com Marlon Brando e Teresa Wright
- Night and the City, de Jules Dassin, com Richard Widmark e Gene Tierney
- No Way Out (filme de 1950), de Joseph L. Mankiewicz, com Richard Widmark, Linda Darnell e Sidney Poitier
- Non c'è pace tra gli ulivi, de Giuseppe De Santis, com Raf Vallone e Lucia Bosé
- Orphée, de Jean Cocteau, com Jean Marais
- Los olvidados, de Luis Buñuel
- Panic in the Streets, de Elia Kazan, com Richard Widmark e Barbara Bel Geddes
- Rashômon, de Akira Kurosawa, com Toshirô Mifune
- Rio Grande, de John Ford, com John Wayne, Maureen O'Hara e Victor McLaglen
- La ronde, de Max Ophüls, com Simone Signoret e Jean-Louis Barrault
- Stage Fright, de Alfred Hitchcock, com Jane Wyman e Marlene Dietrich
- Stars in My Crown, de Jacques Tourneur, com Joel McCrea e Dean Stockwell
- Stromboli terra di Dio, de Roberto Rossellini
- Sunset Blvd., de Billy wilder, com William Holden, Gloria Swanson e Erich von Stroheim
- Till glädje, de Ingmar Bergman, com Victor Sjöström
- Un chant d'amour, de Jean Genet
- Winchester '73, de Anthony Mann, com James Stewart,  Shelley Winters e Rock Hudson
- Young Man with a Horn, de Michael Curtiz, com Kirk Douglas, Lauren Bacall e Doris Day

## Nascimentos
| Data            | Nome                          | Profissão                      | Nacionalidade  | Observações | Ref |
| --------------- | ----------------------------- | ------------------------------ | -------------- | ----------- | --- |
| 2 de janeiro    | Débora Duarte                 | atriz                          | Brasil         |             |     |
| 3 de janeiro    | Victoria Principal            | atriz                          | Estados Unidos |             |     |
| 23 de janeiro   | Guida Maria                   | atriz                          | Portugal       |             |     |
| 24 de janeiro   | Daniel Auteil                 | ator                           | França         |             |     |
| 3 de fevereiro  | Alvaro Vitali                 | ator                           | Itália         |             |     |
| 15 de fevereiro | Sílvia Bandeira               | atriz                          | Brasil         |             |     |
| 18 de fevereiro | John Hughes                   | diretor, produtor e roteirista | Estados Unidos | m. 2009     |     |
| 22 de fevereiro | Miou-Miou                     | atriz                          | França         |             |     |
| 22 de fevereiro | Julie Walters                 | atriz                          | Inglaterra     |             |     |
| 25 de fevereiro | Neil Jordan                   | diretor, produtor e roteirista | Irlanda        |             |     |
| 1 de março      | Phil Alden Robinson           | diretor e roteirista           | Estados Unidos |             |     |
| 11 de março     | Jerry Zucker                  | diretor, produtor e roteirista | Estados Unidos |             |     |
| 18 de março     | Brad Dourif                   | ator                           | Estados Unidos |             |     |
| 20 de março     | William Hurt                  | ator                           | Estados Unidos |             |     |
| 23 de março     | Corinne Cléry                 | atriz                          | França         |             |     |
| 4 de abril      | Christine Lahti               | atriz e realizadora            | Estados Unidos |             |     |
| 10 de abril     | Tessy Callado                 | atriz e escritora              | Brasil         |             |     |
| 13 de abril     | Ron Perlman                   | ator                           | Estados Unidos |             |     |
| 29 de abril     | Phillip Noyce                 | diretor                        | Austrália      |             |     |
| 9 de maio       | Marcheline Bertrand           | actriz                         | Estados Unidos | m. 2007     |     |
| 12 de maio      | Gabriel Byrne                 | ator                           | Irlanda        |             |     |
| 6 de junho      | Chantal Akerman               | diretora                       | Bélgica        |             |     |
| 8 de junho      | Sônia Braga                   | actriz                         | Brasil         |             |     |
| 24 de junho     | Nancy Allen                   | actriz                         | Estados Unidos |             |     |
| 3 de agosto     | John Landis                   | diretor                        | Estados Unidos |             |     |
| 7 de setembro   | Julie Kavner                  | atriz e dubladora              | Estados Unidos |             |     |
| 7 de setembro   | Margarida Gil                 | cineasta                       | Portugal       |             |     |
| 21 de setembro  | Bill Murray                   | ator                           | Estados Unidos |             |     |
| 27 de setembro  | Cary-Hiroyuki Tagawa          | ator                           | Japão          |             |     |
| 1 de outubro    | Randy Quaid                   | ator                           | Estados Unidos |             |     |
| 22 de outubro   | Denise Bandeira               | atriz e roteirista             | Brasil         |             |     |
| 31 de outubro   | John Candy                    | ator                           | Estados Unidos | m. 1994     |     |
| 22 de dezembro  | María Antonieta de las Nieves | atriz                          | México         |             |     |

## Mortes
| Data          | Nome          | Profissão | Nacionalidade  | Observações | Ref |
| ------------- | ------------- | --------- | -------------- | ----------- | --- |
| 3 de janeiro  | Emil Jannings | ator      | Alemanha       | n. 1894     |     |
| 23 de outubro | Al Jolson     | ator      | Estados Unidos | n. 1886     |     |